# Szybcy i wściekli 7
Szybcy i wściekli 7 (ang. Furious Seven) – amerykańsko-japoński film fabularny (sensacyjny), który kontynuuje wydarzenia z poprzedniego filmu serii Szybcy i wściekli. Po raz ostatni pojawia się w nim jedna z głównych postaci serii, Brian O’Conner. Wcielający się w tę postać Paul Walker zginął tragicznie w wypadku w 2013 roku, a w niezrealizowanych scenach z Brianem zagrali go bracia Walkera, Caleb i Cody, na których sylwetki na etapie postprodukcji cyfrowo naniesiono twarz Walkera.

## Fabuła
Po pokonaniu Owena Shawa, Toretto i „szybka rodzina” wiodą spokojne życie. Sielanka jednak nie trwa długo – Deckard Shaw, brat Owena, planuje krwawą wendetę na członkach szybkiej rodziny, by pomścić brata, który został ciężko ranny. Wpierw Deckard zabija przyjaciela Dominica – Hana w Tokio.

## Obsada
- Paul Walker – Brian O’Conner
- Vin Diesel – Dominic Toretto
- Michelle Rodriguez – Letty Ortiz
- Jordana Brewster – Mia Toretto
- Dwayne Johnson – Luke Hobbs
- Tyrese Gibson – Roman Pearce
- Ludacris – Tej Parker
- Lucas Black – Sean Boswell
- Elsa Pataky – Elena Neves
- Jason Statham – Deckard Shaw
- Djimon Hounsou – Mose Jakande
- Kurt Russell – pan Nikt
- Nathalie Emmanuel – Ramsey
- Tony Jaa – Kiet
- Ronda Rousey – Kara
- John Brotherton – Sheppard
- Ali Fazal – Safar
- Noel Gugliemi – Hector
- Iggy Azalea – kobieta z Race Wars
- Bow Wow – Twinkie

## Muzyka
Muzykę do filmu skomponował Brian Tyler. Natomiast ścieżka dźwiękowa została wydana 17 marca 2015 roku nakładem wytwórni Atlantic Records.
W filmie zawarto takie utwory jak:
- „Go Hard or Go Home” (Wiz Khalifa & Iggy Azalea)[3]
- „Ride Out” (Kid Ink, Tyga, Wale, YG & Rich Homie Quan)[4]
- „My Angel” (Prince Royce)
- „Get Low” (Dillon Francis & DJ Snake)
- „See You Again” (Wiz Khalifa & Charlie Puth)
- „Blast Off” (David Guetta & Kaz James)
- „Delirious (Boneless)” (Steve Aoki, Chris Lake, Tujamo ft. Kid Ink)